# Omar Browning
Omar Monroe "Bud" Browning, né le 5 octobre 1911 et mort le 11 septembre 1978 est un ancien joueur et entraîneur américain de basket-ball.

## Palmarès
Joueur
- Champion AAU 1935, 1940, 1943

Entraîneur
- Champion AAU 1944, 1945, 1946, 1947, 1948, 1962, 1963
- Champion olympique 1948